# Bundestagswahlkreis Donaueschingen
Der Bundestagswahlkreis Donaueschingen war von 1949 bis 1980 ein Wahlkreis in Baden-Württemberg. Er umfasste zuletzt die ehemaligen Landkreise Donaueschingen, Stockach und Villingen. Das Gebiet des Wahlkreises  ging zur Bundestagswahl 1980 in den Wahlkreisen Schwarzwald-Baar, Konstanz, Zollernalb – Sigmaringen und Rottweil auf. Das Direktmandat wurde stets von Kandidaten der CDU gewonnen, zuletzt von Hansjörg Häfele.

## Wahlkreissieger
| Wahl | Name            | Partei | Erststimmen in % |
| ---- | --------------- | ------ | ---------------- |
| 1976 | Hansjörg Häfele | CDU    | 58,2             |
| 1972 | Hansjörg Häfele | CDU    | 55,3             |
| 1969 | Hansjörg Häfele | CDU    | 57,3             |
| 1965 | Hansjörg Häfele | CDU    | 56,2             |
| 1961 | Anton Hilbert   | CDU    | 55,6             |
| 1957 | Anton Hilbert   | CDU    | 62,6             |
| 1953 | Anton Hilbert   | CDU    | 64,8             |
| 1949 | Anton Hilbert   | CDU    | 54,6             |

## Wahlkreisgeschichte
| Wahl      | Wahlkreisname      | Gebiet |
| --------- | ------------------ | --- |
| 1949      | 10 Donaueschingen  | Landkreis Donaueschingen, Landkreis Stockach, Landkreis Waldshut, Landkreis Neustadt                                              |
| 1953–1961 | 184 Donaueschingen | Landkreis Donaueschingen, Landkreis Stockach, Landkreis Waldshut, Landkreis Neustadt                                              |
| 1965–1976 | 187 Donaueschingen | Landkreis Donaueschingen, Landkreis Stockach, Landkreis Villingen, vom Landkreis Sigmaringen die Gemeinden Igelswies und Thalheim |